# Златна антена за најбољу глумицу у главној улози
Награда Златна антена за најбољу глумицу у главној улози у ТВ серији (од 2019. године позната и као Награда „Милена Дравић”) додељује се једном годишње у Дому синдиката глумици која је одиграла најбољу главну улогу у српској телевизијској серији емитованој на националним телевизијама у току претходне године. Доделу организује ФЕДИС (Фестивал домаћих играних серија). Награду додељује стручни жири који чине четири имена из света телевизије.
Златна антена је једина (уједно и најпрестижнија) награда која се додељује за српске серије.

## Добитници

### 2011—2020
| Година | Добитница Серија                            | Номиноване |
| ------ | ------------------------------------------- | --- |
| 2011.  | Јелисавета Орашанин – Тотално нови талас    | Љиљана Благојевић – Мирис кише на Балкану Љиљана Стјепановић – Село гори, а баба се чешља Мирка Васиљевић – Из икса у икс Неда Арнерић – Наша мала клиника |
| 2012.  | Љиљана Благојевић – Будва на пјену од мора  | Ружица Сокић – Тајна нечисте крви Анђелка Прпић – Жене са Дедиња Данина Јефтић – Монтевидео, Бог те видео! Драгана Дабовић – Војна академија Маја Шаренац – Певај, брате! Нада Арбус – Заувек млад Сузана Лукић – Плави воз                                                     |
| 2013.  | Наташа Тапушковић – Фолк                    | Софија Јуричан – Звездара Наташа Нинковић – Јагодићи Тамара Драгичевић – На путу за Монтевидео |
| 2014.  | Наташа Нинковић – Фолк                      | |
| 2015.  | Горица Поповић – Звездара                   | Мина Лазаревић – Једне летње ноћи Нина Јанковић – Јагодићи Ваја Дујовић – Бранио сам Младу Босну |
| 2016.  | Нина Јанковић – Вере и завере               | Милица Михајловић – Комшије Слобода Мићаловић – Чизмаши Невена Ристић – Прваци света |
| 2017.  | Милена Васић – Немој да звоцаш              | |
| 2018.  | Анита Манчић – Пси лају, ветар носи         | Дубравка Мијатовић – Немањићи — рађање краљевине Катарина Радивојевић – Убице мог оца Светлана Бојковић – Мамини синови Љиљана Стјепановић – Шифра Деспот Марија Бергам – Сенке над Балканом Љиљана Драгутиновић – Истине и лажи Ања Мит – Комшије Анђелка Симић – Сумњива лица |
| 2019.  | Јована Стојиљковић — Јутро ће променити све | Слобода Мићаловић – Корени Исидора Симијоновић — Јутро ће променити све |
| 2020.  | Нада Шаргин — Калуп                         | Хана Селимовић – Тајкун Анита Манчић — Делиријум тременс Дубравка Мијатовић — Жигосани у рекету |
| 2021.  | Мирјана Карановић — Породица                | Нина Јанковић – Мама и тата се играју рата Горица Поповић — Каљаве гуме Анђелка Прпић — Једини излаз |
| 2022.  | Соња Колачарић — Мочвара                    | Ивана Вуковић – Кљун Александра Јанковић — Азбука нашег живота Нада Шаргин — Време зла |
| 2023.  | Јована Стојиљковић — Вера                   | Нина Јанковић – Мама и тата се играју рата Николина Фригановић — Немирни Анђелка Прпић — Шетња са лавом |